# Waltham Motor Manufacturers
Waltham Motor Manufacturers war ein US-amerikanischer Hersteller von Automobilen.

## Unternehmensgeschichte
Charles Herman Metz leitete die Metz Company. 1921 begannen finanzielle Schwierigkeiten. Im Dezember desselben Jahres gründete er infolge einer Reorganisation das neue Unternehmen. Der Sitz war ebenfalls in Waltham in Massachusetts. 1922 begann die Produktion von Automobilen. Der Markenname lautete Waltham. Noch 1922 endete die Produktion. Im August 1922 folgte der Bankrott. Insgesamt entstanden sechs Fahrzeuge.
Frühere Hersteller von Personenkraftwagen dieser Marke waren Waltham Automobile Company und Waltham Manufacturing Company.

## Fahrzeuge
Im Angebot stand nur ein Modell. Es entsprach weitgehend dem letzten Modell von Metz. Der Sechszylindermotor kam von der Rutenber Motor Company. Er war mit 45 PS angegeben. Das Fahrgestell hatte 305 cm Radstand. Zur Wahl standen ein offener Tourenwagen mit fünf Sitzen und ein Roadster mit zwei Sitzen. Der Neupreis betrug 2450 US-Dollar.